# Generaldirektion Maritime Angelegenheiten und Fischerei
Die Generaldirektion Maritime Angelegenheiten und Fischerei (MARE) ist eine Generaldirektion der Europäischen Kommission. Sie ist dem Kommissar für Umwelt, Maritime Angelegenheiten und Fischerei, Virginijus Sinkevičius, zugeordnet. Leiterin der Generaldirektion ist Charlina Vicheva.

## Direktionen
Die Generaldirektion ist in Brüssel angesiedelt und gliedert sich in fünf Direktionen:
- Direktion A: Maritime Politik und Meereswirtschaft
- Direktion B: Internationale Ozean-Governance und nachhaltige Fischerei
- Direktion C: Fischereipolitik Atlantik, Nordsee, Ostsee und Randgebiete
- Direktion D: Fischereipolitik Mittelmeer und Schwarzes Meer
- Direktion E: Allgemeine Fragen und Ressourcen